# Jhimli Mukherjee Pandey
Jhimli Mukherjee Pandey (1972–2021) foi uma jornalista, tradutora e escritora indiana. Ela trabalhou como jornalista e editora no The Times of India por 24 anos e é autora de oito livros na língua bengali. Além disso, ela publicou várias traduções, incluindo edições em bengali de dois livros do político e escritor Shashi Tharoor, bem como livros de Sunil Gangopadhay e Amar Mitra. Ela morreu em 2021, após um acidente de carro.

## Vida
Pandey nasceu e viveu em Calcutá, na Bengala Ocidental, na Índia.  Ela se casou com Ramesh Pandey e eles tiveram um filho, Vaibhav. 

## Carreira
Pandey começou sua carreira trabalhando no The Statesman, um jornal de língua inglesa, e mais tarde trabalhou no The Times of India, um importante jornal diário de língua inglesa da Índia, por 24 anos, reportando sobre comunidades, patrimônio e educação, e como uma editora assistente sênior.   Ela também foi uma das principais organizadoras do Times Literary Festival, um festival de artes organizado anualmente em Calcutá pelo The Times of India . 
Como autora, Jhimli escreveu na língua bengali e em inglês. Ela escreveu oito romances em bengali, 25 contos para crianças e um romance em inglês.  Pandey também co-escreveu A Gift of Goddess Lakshmi (Penguin 2017), a autobiografia de Manobi Bandopadhyay, uma mulher que superou desafios sociais significativos para se tornar a primeira diretora de faculdade transgênero na Índia, junto com a própria Bandopadhyay.  O livro recebeu críticas no Hindustan Times e no The Hindu.   Seu romance em inglês, Not Just Another Story (Aleph Book Company 2019), foi baseado em sua pesquisa em Sonagachi, o distrito de prostituição de Calcutá, e descreveu a vida de três profissionais do sexo.  
Como tradutora, Pandey traduziu várias obras do inglês para o bengali, incluindo dois livros do escritor e político Shashi Tharoor : seu romance, The Great Indian Novel, e um livro de não ficção, <i id="mwOw">Inglorious Empire: What the British Did to India</i> .  Ela também traduziu um livro bengali de Amar Mitra para o inglês, publicado postumamente, em 2022, bem como o romance de Sunil Gangopadhyay, Interrogation .  

## Morte
Pandey morreu em um acidente de carro em 30 de dezembro de 2021, durante as férias em Jaisalmer, Rajasthan, aos 49 anos.  Após sua morte, a ministra-chefe de Bengala Ocidental, Mamata Pandey, descreveu sua morte como tendo "criado um vazio no mundo do jornalismo", e Shashi Tharoor, cujas obras ela traduziu, também divulgou uma declaração em sua memória.  